# Théophile Lalliet
Casimir Théophile (Théodore) Lalliet (* 5. Dezember 1837 in Evreux; † 1892 in Paris) war ein französischer Komponist und Dirigent klassischer Musik.

## Leben
Lalliet studierte von 1858 bis 1860 als Schüler Stanislas Verrousts am Conservatoire de Paris und ging danach an die Pariser Oper, wo er als Solo-Oboist im Orchester mitspielte. 
Der heute gebräuchliche, falsche Vorname Théodore taucht erstmals 1892 nach seinem Tod in der Zeitschrift Le Ménestrel auf; Lalliet selbst hat sich immer nur als "Th. Lalliet" geschrieben.

## Werke (Auswahl)
- Fantaisie Originale, op. 6 (für Englischhorn oder Oboe und Piano)
- Fantaisie sur Lucia di Lammermoor, Op. 18
- Prelude and Variations on the Carnival of Venice, op. 20
- Fantaisie brillante for Bassoon and Piano, op. 21
- Terzetto, op. 22 (für Oboe, Fagott und Klavier)
- Fantaisie sur Martha, Op. 23
- Souvenir de Hummel, Op. 30
- mehrere Transkriptionen für Klarinette und Klavier (Chopin, Saint-Saens etc.)

Zum Teil schrieb er seine Kompositionen für bestimmt Solisten, wie zum Beispiel das Fantaisie brillante for Bassoon and Piano, op. 21. Dieses 11-Minuten-Stück schrieb er für seinen Kollegen und Solo-Fagottisten Désiré Dihaut.